# Ordinanza di pagamento delle somme non contestate
L'ordinanza di pagamento delle somme non contestate è stata introdotta in Italia dalla legge 353/1990 con il nuovo art.186 bis c.p.c.. È un'ordinanza di natura provvisoria.
(Art. 186 bis - Ordinanza per il pagamento di somme non contestate)
Dalla norma emerge che tale ordinanza non può essere pronunciata prima della regolare costituzione della parte debitrice. Emerge, inoltre, che la mancata contestazione non può essere desunta dalla contumacia o da atteggiamenti che non derivano da quello difensivo. Ci deve essere, insomma, una consapevole rinuncia a contestare.
La natura anticipatoria e provvisoria del provvedimento è resa chiara dal fatto che è soggetta alla disciplina delle ordinanze revocabili e dal fatto che è emanabile soltanto prima della precisazione delle conclusioni.
L'ordinanza in questione è un titolo esecutivo e conserva l'efficacia con l'estinzione del processo